# Phantom Racer
Pour plus de détails, voir Fiche technique et Distribution.
Phantom Racer (titre original : Phantom Racer) est un téléfilm américano-canadien fantastique réalisé par Terry Ingram et diffusé le 22 août 2009 sur SyFy.

## Synopsis
Dix-sept ans auparavant, les pilotes de courses J.J. Sawyer et Cutter McCullough se sont affrontés sur les pistes de courses mais un jour un grave accident tue McCullough laissant Sawyer rescapé mais avec un sentiment de culpabilité. Après avoir définitivement abandonné les courses automobiles, il change de métier et devient garagiste. Après quelques années, il revient dans sa ville natale et constate que l'automobile que conduisait McCullough a été restaurée mais il a le sentiment que l'engin est possédé par l'esprit de son concurrent. Peu après, les morts autour de l'engin commencent à mettre Sawyer en garde : le spectre de McCullough est bien décidé à prendre sa revanche et compte bien gagner sa prochaine course.

## Fiche technique
- Titre : Phantom Racer
- Titre original : Phantom Racer
- Réalisateur : Terry Ingram
- Scénario : Keith Shaw et Jason Bourque
- Producteurs : Kirk Shaw et Rob Lycar
- Producteurs exécutifs : Greg Evivan, Breanne Hartley, Christopher Hatton et Jeffrey Shenck
- Producteurs associés : Shannon McA'Nulty, Stacey Shaw et Peter Sullivan
- Musique : John Sereda et Paul Michael Thomas
- Photographie : Michael Balfry
- Montage : Luis Tam et Christopher A. Smith
- Distribution : Laura Toplass
- Décors : James Hazell
- Costumes : Aieisha Li
- Effets spéciaux de maquillage : Todd Masters
- Effets spéciaux visuels : Mack Benz
- Pays d'origine :  Canada -  États-Unis
- Compagnies de production : Insight Film Studios / SyFy / ARO Entertainment / Phantom Racer Productions
- Compagnie de distribution : SyFy
- Format : Couleurs - 1.78:1 - Dolby Digital - 35 mm
- Genre : Fantastique
- Durée : 90 minutes
- Date de sortie :
- États-Unis : 22 août 2009 (Syfy)

## Distribution
- Greg Evigan : J.J. Sawyer
- Nicole Eggert : Tammy
- Brenna O'Brien : Jesse
- Winston Rekert : shérif Hodges
- Chad Willett (en) : Cliff
- Luciana Carro : Adjoint Monroe
- Adam Battrick : Cutter
- Colin Lawrence : adjoint Jackson
- Robert Parent : Stu
- Andrew Francis : Owen
- Jackson Berlin : J.J. jeune
- Brett Dier : Taz
- Sean Owen Roberts : le préposé
- Kwesi Ameyaw : le médecin légiste
- Byron Brisco : le conducteur du pick-up
- Jason Griffith : l'homme de l'équipe
- Barry Haggis : le fan
- Sarah Smyth : Tammy jeune